# توماس برين
توماس برين هو سياسي نرويجي، ولد في 13 سبتمبر 1972 في Folldal ‏ في النرويج. نشط حزبياً في حزب العمال. وقد انتخب عضو برلمان النرويج ‏ عن دائرة Hedmark (Storting constituency) ‏ وقد انضم خلال فترته النيابية ‏ (17 أكتوبر 2005 – 30 سبتمبر 2009) للكتلة البرلمانية حزب العمال وانتخب نائب عضو برلمان النرويج ‏ عن دائرة Hedmark (Storting constituency) ‏ وقد انضم خلال فترته النيابية ‏ (2005 – 2009) للكتلة البرلمانية حزب العمال وفي الانتخابات البرلمانية النرويجية 2009 ‏، انتخب عضو برلمان النرويج ‏ عن دائرة Hedmark (Storting constituency) ‏ وقد انضم خلال فترته النيابية ‏ (1 أكتوبر 2009 – 30 سبتمبر 2013) للكتلة البرلمانية حزب العمال.